# Седм
Седм — река в России, протекает по Мурманской области. Длина реки составляет 23 км. Вытекает из Ворсозера, впадает в озеро Гирвас.

## Данные водного реестра
По данным государственного водного реестра России относится к Баренцево-Беломорскому бассейновому округу, водохозяйственный участок реки — Тулома от истока до Верхнетуломского гидроузла, включая Нот-озеро. Речной бассейн реки — бассейны рек Кольского полуострова, впадает в Баренцево море.
Код объекта в государственном водном реестре — 02010000312101000001776.